# Хасэгава, Ёсиюки
Ёсиюки Хасэгава (яп. 長谷川 祥之, род. 11 февраля 1969, Удзи, Киото) — японский футболист.

## Клубная карьера
На протяжении своей футбольной карьеры выступал за клубы «Хонда» и «Касима Антлерс».

## Карьера в сборной
С 1995 по 1996 год сыграл за национальную сборную Японии 6 матчей.

### Статистика за сборную
| Сборная Японии | Сборная Японии | Сборная Японии |
| Год            | Матчи          | Голы           |
| -------------- | -------------- | -------------- |
| 1995           | 4              | 0              |
| 1996           | 2              | 0              |
| Итого          | 6              | 0              |

## Достижения
- Чемпион Джей-лиги (4): 1996, 1998, 2000, 2001
- Обладатель кубка Императора (2): 1997, 2000
- Обладатель кубка Джей-лиги (3): 1997, 2000, 2002